# Gomhoriat Shebin SC
Gomhoriat Shebin Sporting Club w skrócie Gomhoriat Shebin SC (ar. نادي جمهورية شبين الرياضي) – egipski klub piłkarski grający w egipskiej drugiej lidze, mający siedzibę w mieście Szibin al-Kaum.

## Stadion
Domowe mecze klub rozgrywa na Menoufia University Stadium w Szibin al-Kaum. Stadion może pomieścić 10000 widzów.

## Reprezentanci kraju grający w klubie
Stan na styczeń 2023.
| - Mohamed Amer - Ahmed Daouda - Islam Fathi | - Hussein Hamdy - Emad Salah - Amidu Karim |